# Зорен
Зорен (нем. Sohren) — община в Германии, в земле Рейнланд-Пфальц. 
Входит в состав района Рейн-Хунсрюк. Подчиняется управлению Кирхберг.  Население составляет 3276 человек (на 31 декабря 2010 года). Занимает площадь 9,42 км².